# (19714) 1999 UD
(19714) 1999 UD est un astéroïde de la ceinture principale découvert en 1999.

## Description
(19714) 1999 UD a été découvert le 16 octobre 1999 à Višnjan, une municipalité située dans le comitat d'Istrie en Croatie, par Korado Korlević.

### Caractéristiques orbitales
L'orbite de cet astéroïde est caractérisée par un demi-grand axe de 2,25 UA, un périhélie de 1,81 UA, une excentricité de 0,20 et une inclinaison de 7,19° par rapport à l'écliptique. Du fait de ces caractéristiques, à savoir un demi-grand axe compris entre 2 et 3,2 UA et un périhélie supérieur à 1,666 UA, il est classé, selon la JPL Small-Body Database, comme objet de la ceinture principale.

### Caractéristiques physiques
(19714) 1999 UD a une magnitude absolue (H) de 14,7 et un albédo estimé à 0,066.